# Cantonul Soultz-Haut-Rhin
Cantonul Soultz-Haut-Rhin este un canton din arondismentul Guebwiller, departamentul Haut-Rhin, regiunea Alsacia, Franța.

## Comune
- Berrwiller
- Bollwiller
- Feldkirch
- Hartmannswiller
- Issenheim
- Jungholtz
- Merxheim
- Raedersheim
- Soultz-Haut-Rhin (reședință)
- Ungersheim
- Wuenheim